# Aeroportul Național San Cristóbal de las Casas
Aeroportul Național San Cristóbal de las Casas (IATA: SZT, ICAO: MMSC) este un aeroport din Chiapas, Mexic ce deservește zona San Cristóbal de las Casas⁠(d). Aeroportul a fost tranzitat în 2010 de 399 de pasageri. A fost numit după zona deservită.
Situat la o altitudine de 2.189 m, aeroportul dispune de o singură pistă. Este operat de Aeropuertos y Servicios Auxiliares⁠(d).